# Horur, Somvarpet
Horur là một làng thuộc tehsil Somvarpet, huyện Kodagu, bang Karnataka, Ấn Độ.